# Коскенниеми, Мартти
Мартти Антеро Коскенниеми (фин. Martti Antero Koskenniemi; род. 18 марта 1953, Турку) — финский юрист, занимающийся международным правом, бывший дипломат. В настоящее время преподает на юридическом факультете Университета Хельсинки, где является директором Института международного права и прав человека имени Эрика Кастрена; занимает должность профессора в Лондонской Школе Экономики. Читал Nicolai Rubinstein lecture (2015).

## Публикации
Основные публикации профессора М. Коскенниеми включают:
1. The Gentle Civilizer of Nations:The Rise and Fall of International Law 1870—1960, 2004[7]
2. From Apology to Utopia: The Structure of International Legal Argument, 2006[8]
3. Сборник эссе The Politics of International Law, 2011[9]
4. The Cambridge Companion to International Law, 2012[10]